# Giulio Göhring
Giulio Göhring (Rovigo, 21 settembre 1890 – 18 maggio 1973) è stato un imprenditore e politico italiano.

## Biografia
Fu parlamentare esclusivamente nella IV legislatura nel gruppo Liberale. Nella sua attività alla camera si contano 12 progetti di legge presentati e 58 interventi. È scomparso nel 1973.

## Incarichi
IV Legislatura della Repubblica italiana: 
- V Commissione bilancio e partecipazioni statali. Membro dal 1 luglio 1963 al 4 giugno 1968.
- Commissione d'inchiesta sui limiti posti alla concorrenza nel campo economico. Membro dal 24 settembre 1964 al 4 giugno 1968.
- Commissione speciale per l'esame del disegno di legge n. 2017 "disciplina degli interventi per lo sviluppo del mezzogiorno". Membro dal 17 febbraio 1965 al 4 giugno 1968.
- Commissione speciale per l'esame del disegno di legge n. 2186 "conversione in legge del decreto - legge 15 marzo 1965, n. 124, recante interventi per la ripresa economica nazionale". Membro dal 30 marzo 1965 al 4 giugno 1968.